# Thronfolge (Vereinigtes Königreich)

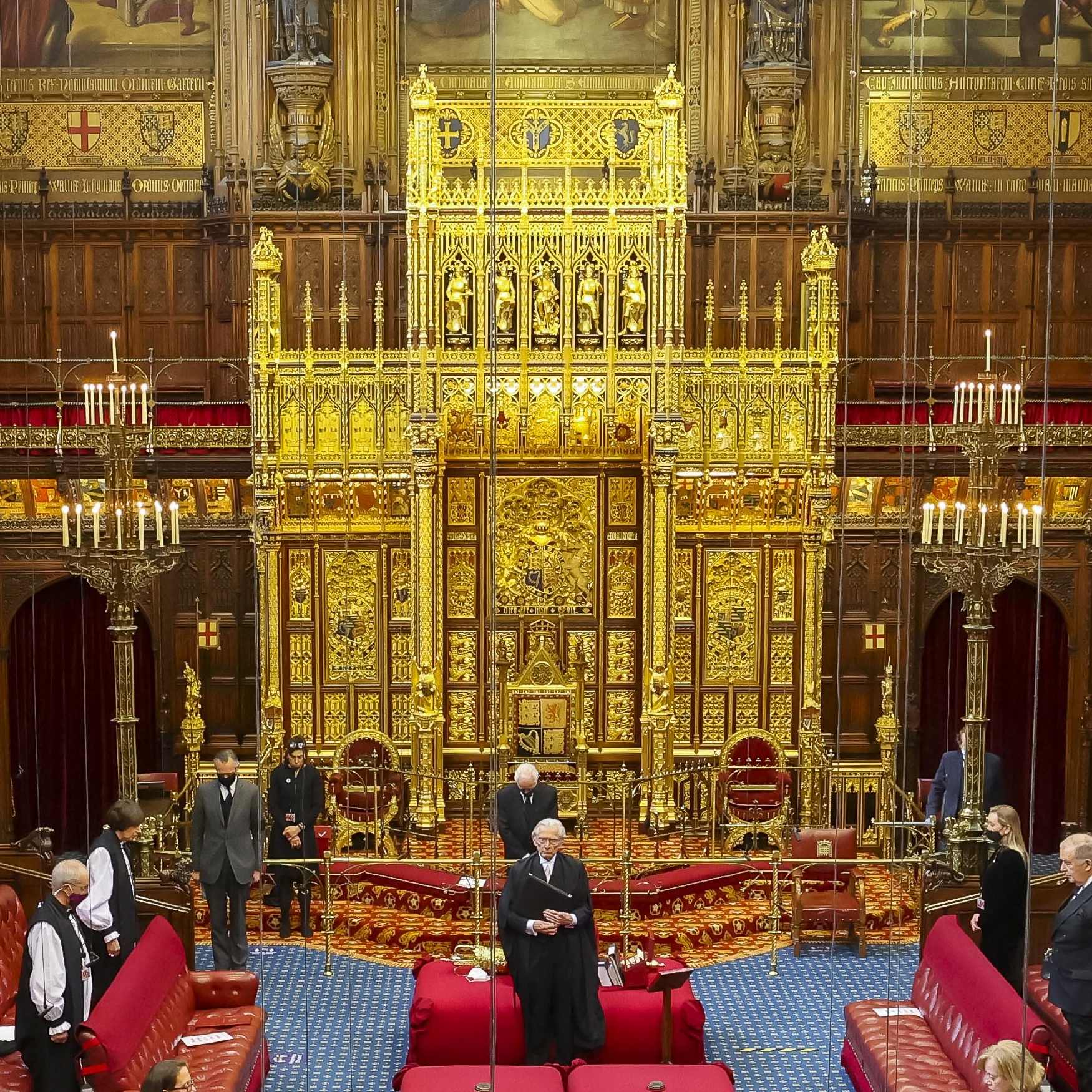
Der „Sovereign’s Throne“ im House of Lords

Die Thronfolge im Vereinigten Königreich Großbritannien und Nordirland wird durch die Bill of Rights von 1689, den Act of Settlement von 1701 und die Royal Marriages and Succession to the Crown (Prevention of Discrimination) Bill von 2009 geregelt. Darin ist festgelegt, wer in welcher Reihenfolge nach dem Tod des jeweiligen Britischen Monarchen Anrecht auf die Krone hat. So sind derzeit alle noch lebenden, legitimen und nicht ausgeschlossenen Nachkommen von Sophie von Hannover (1630–1714) thronfolgeberechtigt. Die Nachfolgeregelung unterliegt der Gesetzgebung des Parlaments und kann von diesem geändert werden.

## Prinzip
Bis zur jüngsten Neuregelung hatten zunächst alle Söhne des Throninhabers vor den Töchtern jeweils in der Reihenfolge ihrer Geburt das Anrecht auf den britischen Thron. Alle Nachfahren einer thronfolgeberechtigten Person wurden nach denselben Regeln direkt nach dieser Person und vor deren Geschwistern gereiht. Das heute noch auf die Kinder von Elizabeth II. angewandte Verfahren ist daher mit der Tiefensuche vergleichbar. Beispielsweise liegen in der Rangfolge Charles’ Schwester Anne (Nr. 18) und deren Kinder (Nr. 19 bzw. 22) hinter Annes jüngeren Brüdern Andrew (Nr. 8) und Edward (Nr. 15) sowie deren Kindern. Die Töchter (Nr. 9 bzw. 12) des zweiten Sohnes (Nr. 8) von Elisabeth II. stehen in der Thronfolge jedoch vor Elisabeths drittem Sohn (Nr. 15) und dessen Kindern (Nr. 16 und 17).
Von der Thronfolge ausgeschlossen sind:
- Katholiken; für nicht katholische Kinder von Katholiken erlischt der Thronanspruch nicht
- Kinder unverheirateter Paare; auch eine nachträgliche Heirat der Eltern ändert daran nichts

### Gleichstellung der Geschlechter

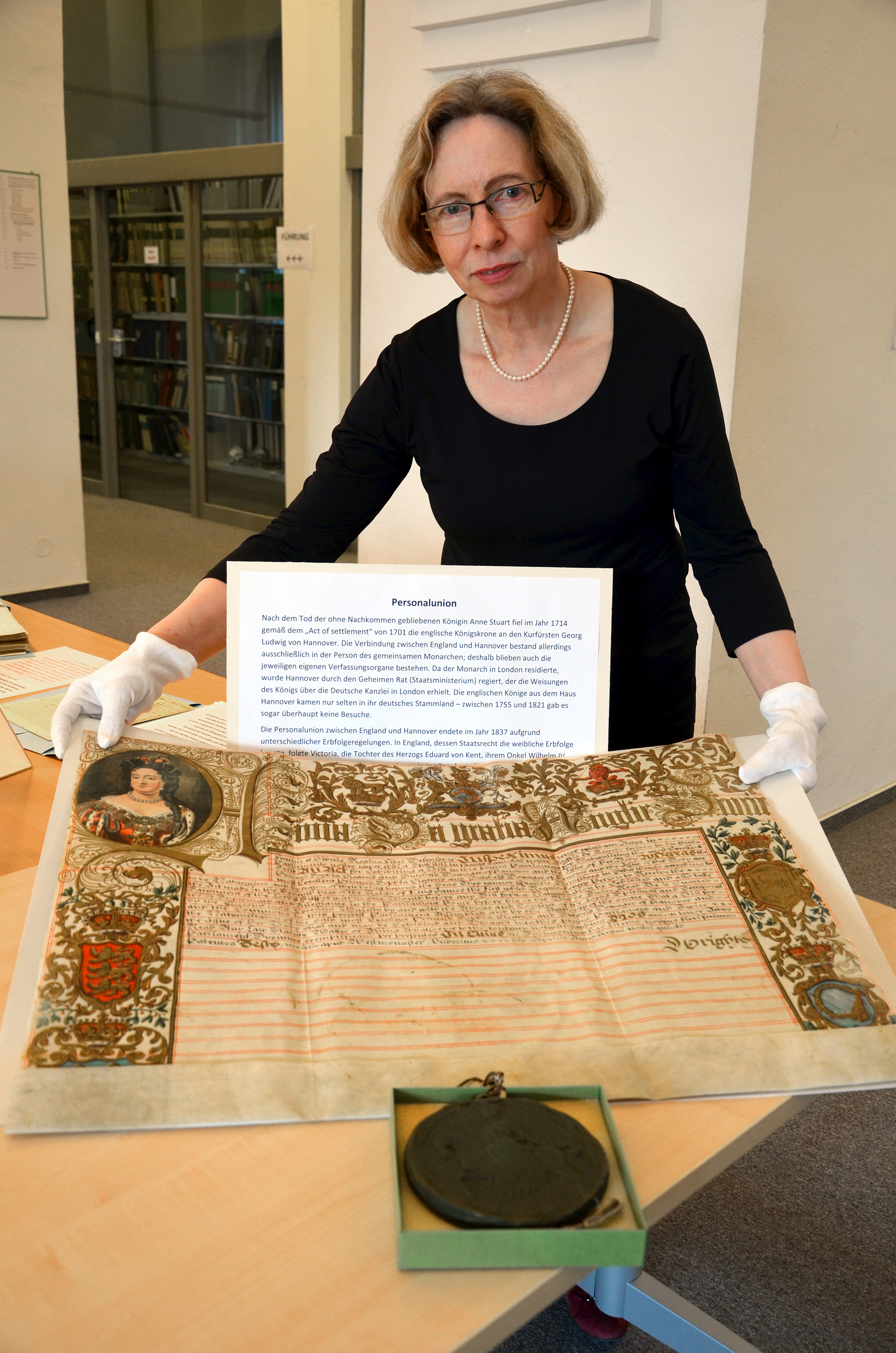
Im Hauptstaatsarchiv Hannover befindliches Faksimile der 1706 für Kurfürstin Sophie angefertigten Sukzessionsurkunde

Nach einem Beschluss der Staaten des Commonwealth Realm vom Oktober 2011 im Perth Agreement ist die rund 300 Jahre alte Regelung der Thronfolge geändert worden: Entscheidend ist nunmehr ausschließlich die Reihenfolge der Geburt unter den Geschwistern, weibliche Nachkommen werden nicht mehr hinter später geborene männliche gereiht. Die gleichberechtigte Thronfolge weiblicher Nachkommen gilt für nach dem 28. Oktober 2011 geborene und führt somit nicht zu einem Aufrücken Prinzessin Annes und ihrer Nachkommen.
Zudem dürfen potenzielle Thronfolger Ehen mit einem katholischen Partner eingehen, ohne von der Thronanwartschaft ausgeschlossen zu werden. Als zukünftiger Vorsteher der englischen Staatskirche muss ein Thronfolger jedoch weiterhin anglikanischen Bekenntnisses sein. Die Reform wurde im April 2013 im britischen Unterhaus beschlossen; der Beschluss ist seit dem 26. März 2015 in Kraft, nachdem er durch alle Staaten des Commonwealth ratifiziert worden war.

## Derzeitige Reihenfolge der Thronfolge
Somit ergibt sich folgende Thronfolgerliste für die Nachfolge des aktuellen Königs:
König Georg VI. → Königin Elisabeth II. → König Charles III.
1. William, Prince of Wales (* 1982), ältester Sohn von Charles III.
2. 00 George of Wales (* 2013), ältestes Kind und erster Sohn von William, Prince of Wales
3. 00 Charlotte of Wales (* 2015), zweitältestes Kind und Tochter von William, Prince of Wales
4. 00 Louis of Wales (* 2018), jüngstes Kind und zweiter Sohn von William, Prince of Wales
5. Harry, Duke of Sussex (* 1984), jüngster Sohn von Charles III.
6. 00 Archie of Sussex (* 2019), Sohn von Harry, Duke of Sussex
7. 00 Lilibet of Sussex (* 2021), Tochter von Harry, Duke of Sussex
König Georg VI. → Königin Elisabeth II.
8. Andrew, Duke of York (* 1960), zweiter Sohn von Elisabeth II.
9. 00Beatrice Mapelli Mozzi (* 1988), älteste Tochter von Andrew, Duke of York
10. 0000 Sienna Mapelli Mozzi (* 2021), älteste Tochter von Beatrice Mapelli Mozzi
11. 0000 Athena Mapelli Mozzi (* 2025), jüngste Tochter von Beatrice Mapelli Mozzi
12. 00Eugenie Brooksbank (* 1990), jüngste Tochter von Andrew, Duke of York
13. 0000 August Brooksbank (* 2021), ältester Sohn von Eugenie Brooksbank
14. 0000 Ernest Brooksbank (* 2023), jüngster Sohn von Eugenie Brooksbank
15. Edward, Duke of Edinburgh (* 1964), jüngster Sohn von Elisabeth II.
16. 00 James, Earl of Wessex (* 2007), Sohn von Edward, Duke of Edinburgh
17. 00 Louise Mountbatten-Windsor (* 2003), Tochter von Edward, Duke of Edinburgh
18. Anne, Princess Royal (* 1950), Tochter von Elisabeth II.
19. 00Peter Phillips (* 1977), Sohn von Anne, Princess Royal
20. 0000 Savannah Phillips (* 2010), älteste Tochter von Peter Phillips
21. 0000 Isla Phillips (* 2012), jüngste Tochter von Peter Phillips
22. 00 Zara Tindall (* 1981), Tochter von Anne, Princess Royal
23. 0000 Mia Tindall (* 2014), älteste Tochter von Zara Tindall
24. 0000 Lena Tindall (* 2018), jüngste Tochter von Zara Tindall
25. 0000 Lucas Tindall (* 2021), Sohn von Zara Tindall
König Georg VI. → Margaret, Countess of Snowdon
26. David Armstrong-Jones, 2. Earl of Snowdon (* 1961), Sohn von Margaret, Countess of Snowdon
27. 00 Charles Patrick Inigo Armstrong-Jones, Viscount Linley (* 1999), Sohn von David Armstrong-Jones
28. 00 Lady Margarita Elizabeth Rose Alleyne Armstrong-Jones (* 2002), Tochter von David Armstrong-Jones
29. Sarah Chatto (* 1964), Tochter von Margaret, Countess of Snowdon
30. 00 Samuel David Benedict Chatto (* 1996), ältester Sohn von Sarah Chatto
31. 00 Arthur Robert Nathaniel Chatto (* 1999), jüngster Sohn von Sarah Chatto

Die ersten sieben Personen dieser Liste sind direkte Nachfahren von Charles III., die folgenden Personen bis Nummer 25 sind Nachkommen seiner Mutter Elisabeth II. Die nächsten Plätze werden durch die weiteren Nachfahren von Charles' Großvater König Georg VI. belegt, das sind die Nachkommen von Elisabeths jüngerer Schwester Margaret. Danach folgen die weiteren Nachkommen von Charles's Urgroßvater König Georg V., seines Ururgroßvaters Eduard VII. und seiner Urururgroßmutter Queen Victoria.
Die enge Verwandtschaft des europäischen Hochadels (insbesondere über Königin Victoria) ermöglicht es anderen regierenden und vormals regierenden Monarchen, potenzielle Thronfolger zu sein, unter anderem König Harald V. von Norwegen (Nachfahre von Eduard VII. über dessen dritte Tochter Maud), König Carl XVI. Gustaf von Schweden und Königin Margrethe II. von Dänemark (beide Nachfahren von Queen Victoria über deren dritten Sohn Arthur). Die ersten Thronfolger aus einem ehemaligen deutschen Adelshaus (abgesehen von amtierenden Königshäusern) sind Nachfahren von Queen Victoria über deren zweiten Sohn Alfred und gehören dem Haus Leiningen an.
Insgesamt umfasste die Liste der möglichen Thronfolger bereits 2011 mehr als 5000 Personen und dürfte seitdem noch gewachsen sein.